# 武夷山市
27°45′N 118°01′E / 27.750°N 118.017°E
武夷山市是中华人民共和国福建省下辖的一个县级市，现由南平市代管，1989年由原崇安县撤县设市而来，以境内武夷山而得名，是福建省唯一以名山命名的城市。该市位于福建省西北部，与江西省相毗邻，距南平市160公里，总面积2800余平方公里。
武夷山风景秀丽，武夷山风景名胜区是国家重点风景名胜区。武夷山古迹众多，古闽越人在武夷山地区留下了武夷山崖墓群、闽越王城遗址等遗迹。宋代朱熹在此授徒讲学，将理学发扬光大，成为一代儒宗。武夷山也是中国古代文人墨客踏足之地，武夷山摩崖石刻即为见证。1998年武夷山市被评为中国首批优秀旅游城市。1999年武夷山被联合国教科文组织列为世界文化与自然双遗产。
武夷山盛产茶叶，武夷岩茶在中国茶业界有较高的知名度，1959年首次被评为中国十大名茶之一。

## 历史

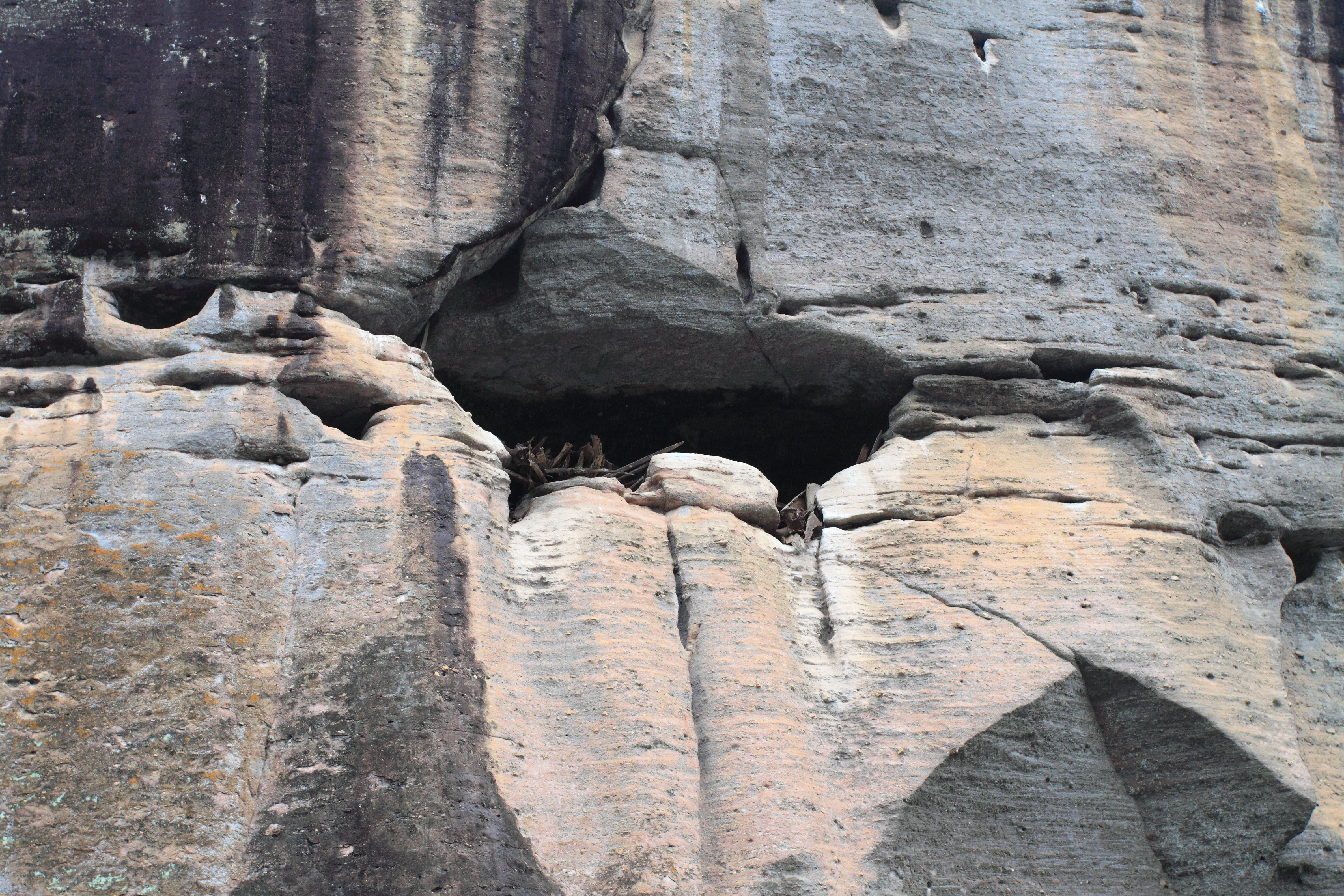
武夷山崖墓

### 先秦
先秦时期有“古闽族”人在此定居，形成“闽越族”文化，今人所看到的“架壑船馆”和“虹桥板”为该文化遗址，距今在3000年以上。“架壑船棺”与“虹桥板”是武夷山早期居民丧葬的遗迹，考古资料显示这种丧葬文化在当地延续了两千多年。“架壑船棺”在山崖上的成功构建，为考古界所惊叹。武夷山也被认为是中国古代悬棺葬俗的发祥地。

### 漢至唐
公元前110年，汉武帝平定闽越王叛乱后，武夷山民受朝廷重视，名望大增，“山民”的信仰，即司马迁《史记》中的“武夷君”。汉代的武夷山区域是东粤(或称“东越”、“闽越”)的政治、经济、文化中心，吸引着大量的汉族人迁居于此。魏、晋、南北朝时期佛教传入武夷山，摩崖石刻开始形成。唐朝贞观初年(630年)，居民渐多，武夷山被命名为新丰乡，这是武夷山市的雏形。正是这个时候，武夷山被封为中国的“名山大川”，此后游历、考察武夷山的文人墨客逐渐增多。

### 五代十国至清
五代十国闽国统治时期，941年，新丰乡改称温岭镇，后置崇安场。945年8月，南唐军队入闽征讨，闽国覆灭。994年，设崇安县。
宋代著名理学家朱熹曾在崇安著书立说，使这里成了当时的“闽学”研究中心，儒教、道教、佛教盛行。
元朝改崇安县为建宁路。1302年，武夷四曲处设置“御茶园”为朝廷制作贡茶，制茶业名声大振。明代初年，元末福建守军陈友定于武夷山与明军军事对峙，1367年明军占领崇安，之后将县域易属建宁府；1646年清军占领崇安，明朝崇安政权结束。清雍正年间，县域改属建宁府建宁道；1866年武夷山农民发动抗捐税斗争，冲击崇安县衙。

### 中华民国与中华人民共和国
民国初年，行政建制仍沿用清制，先后隶属北路道；之后，崇安分别隶属福建省第10行政督察区和第3行政督察区，实施保甲制。1930年5月1日，崇安县苏维埃政府在上梅成立。1931年1月，崇安县析出岚谷乡齐白一带与浦城县部分毗邻地区合并成立崇浦县；9月，建浦县成立，辖建阳、浦城、崇安三县交界地带。1932年9月，中国工农红军与国军展开战斗。1941年4月，日本飞机开始对崇安县进行轰炸，酿成灾难。1949年5月，国民党崇安县政权易手于共产党。
1949年6月，中华人民共和国设立崇安县人民民主政府，8月改为崇安县人民政府，9月成立剿匪指挥部，对国民党残余武装进行清剿。1951年1月，改保甲制为村邻，1955年改名称为崇安县人民委员会，1968年易名为崇安县革命委员会。1978年恢复名称为崇安县人民政府，1979年国务院将武夷山自然保护区列为中国五个重点自然保护区之一，1982年武夷山被列评定为中国国家重点风景名胜区，1984年将全县的公社改回乡建制。1989年8月，崇安县撤县设市（县级），始称武夷山市，隶属南平。1990年10月，世界旅游组委会主席巴尔科夫人考察武夷山，称武夷山是“世界环境保护的典范”。1998年武夷山市被评定为中华人民共和国首批优秀旅游城市。
2010年1月，武夷山市人民政府以“旅游为主，工业为辅”作为城市定位。

## 行政区划
武夷山市下辖3个街道办事处、3个镇、4个乡：
崇安街道、新丰街道、武夷街道、星村镇、兴田镇、五夫镇、上梅乡、吴屯乡、岚谷乡和洋庄乡。

### 沿革
武夷山市比较规范的区划建制始于宋代，人口中心地带命名为城坊，周边东、西、南、北方位设立四个乡，乡以下的行政单位为“里”，共有19“里”。元朝、明朝的行政区划设置基本沿用宋代既定模式。清代雍正年间，增加了5个乡，共9乡，“里”数未变，但“里”下细分出更小的行政单位“图”，全境共有89图。
中华民国初期，崇安县的区划设置变化不大，但之后有较大变革。1928年9月，福建省政府颁布《县组织法》，形成“县→区→村、里→闾”的四级建制并实行保甲制 。1936年全县被划为4个区，形成“县→区→乡、镇→保→村”的5级区划，每区辖若干镇、乡，镇、乡下辖“保”，“保”再细分为若干村落。1939年联保改为乡、镇。1942年，区建制撤销，但留有屏山区署。1943年崇安全县辖一区、三镇、8乡。1947年屏山区署撤销，乡镇建制不变。民国时期崇安县还有中国共产党简短的苏维埃政府行政区划。
1951年崇安县分为6区，区辖乡、镇。1958年9月，实行人民公社化，公社辖生产大队，生产大队辖生产队。1981年县城的城关公社改设镇，全县共有9个公社、1个镇、108个生产大队和1457个生产队。1989年8月，中华人民共和国国务院批准崇安县易名武夷山市（县级市），仍隶属南平。

### 地方政治
古代武夷山为县治行政机构，行政形式为崇安县衙，一般设有知县、县丞、主簿（或典吏）等行政职务。军事方面，宋代设铃辖厅和县尉；元置镇守衙；明设巡检司和卫兵，清置掌印守备，雍正年间改设总镇，首脑为头司把总、千总等。
中华民国开始设置县长、科长、科员；县辖行政机构设区长、乡长、村长等。这里的知县、县长均为全县的最高行政官职。军事上设民团总团，由县长兼任团长。1933年，中国共产党曾在在武夷山成立短暂的苏维埃政府，与中华民国崇安县政府并存至1935年1月（中华民国24年1月）。
现在武夷山市是中华人民共国的一个县级行政区，常设核心政治机构有中国共产党武夷山市委员会（简称“市委”）、武夷山市人民政府、武夷山市人民代表大会常务委员会和武夷山市政治协商会议常务委员会等。武夷山市与中华人民共和国其他行政区（港澳除外）政治架构雷同，中国共产党是该市的唯一执政党，所有政治机构都处于共产党的领导之下，包括立法与司法。中华人民共和国宪法规定全国人民代表大会是国家最高权力机关，故理论上武夷山市人民代表大会是当地的最高权力机关。

## 地理

### 区位
武夷山市位于闽、赣交界的武夷山脉南坡，南平市北面。其东、南、西、北分别与浦城县、建阳市、光泽县、江西铅山县相邻。南至南平市160公里，距福建省省会福州340公里，北至江西省上饶市110公里。

### 地形、地质与土壤

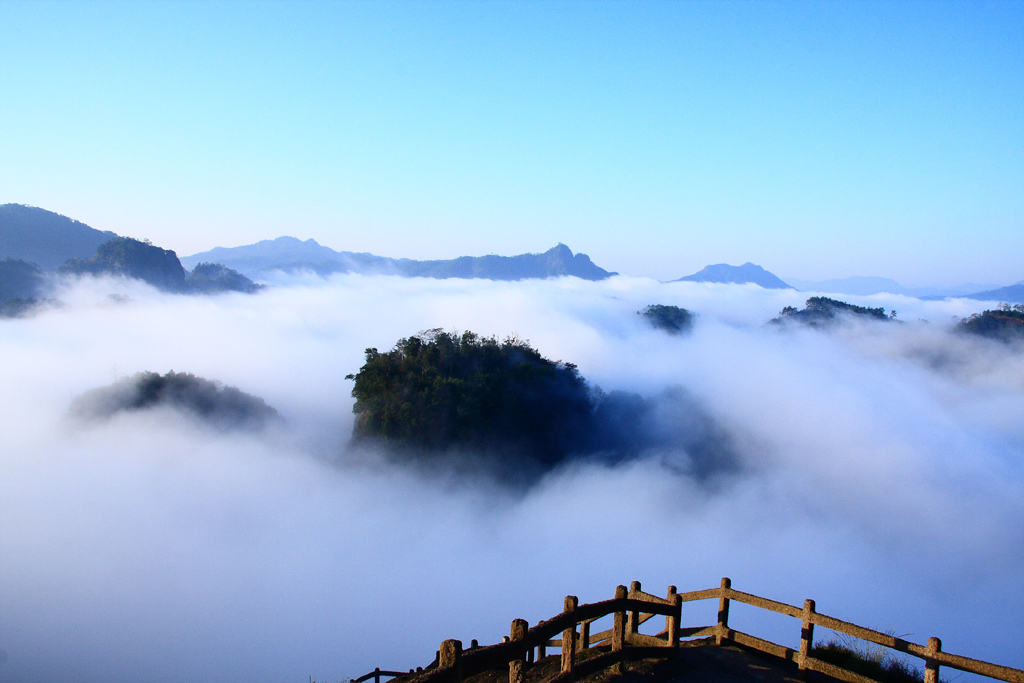
天游峰上观云海

武夷山市坐落在武夷山脉的狭谷地带，东、西、北三面被山脉包围，整个地势北高南低，其中北部山区群山连绵，峰峦高耸，最高峰位于闽赣交界处的黄岗山，海拔达2158米
。黄岗山是福建省的最高峰，也是中国东南部的最高峰。
市区平均海拔200米，最低处兴田镇，海拔165米。
武夷山地貌广布变质岩，属于中生代的火山岩、花岗岩和碎屑岩。全境分布着高岭土、煤、钨、铜、银等地质矿产。地质史上的风化剥蚀、流水侵蚀等作用是造就武夷山地貌现状的主要因素。
武夷山与广东丹霞山、江西龙虎山的地质类似，属于丹霞地貌，岩层呈暗红色。奇特的地貌特征，被誉为“碧水丹山”，是中国著名的旅游目的地之一。
武夷山市的土壤分布因海拔不同而呈不同的种类，低海拔及平原地带以红壤、水稻土为主；山区地带分布有黄壤、草甸土、紫土等。红壤是一种酸性土，全市茶叶种植普遍与这种土壤关系密切。

### 河流、湖泊与水利

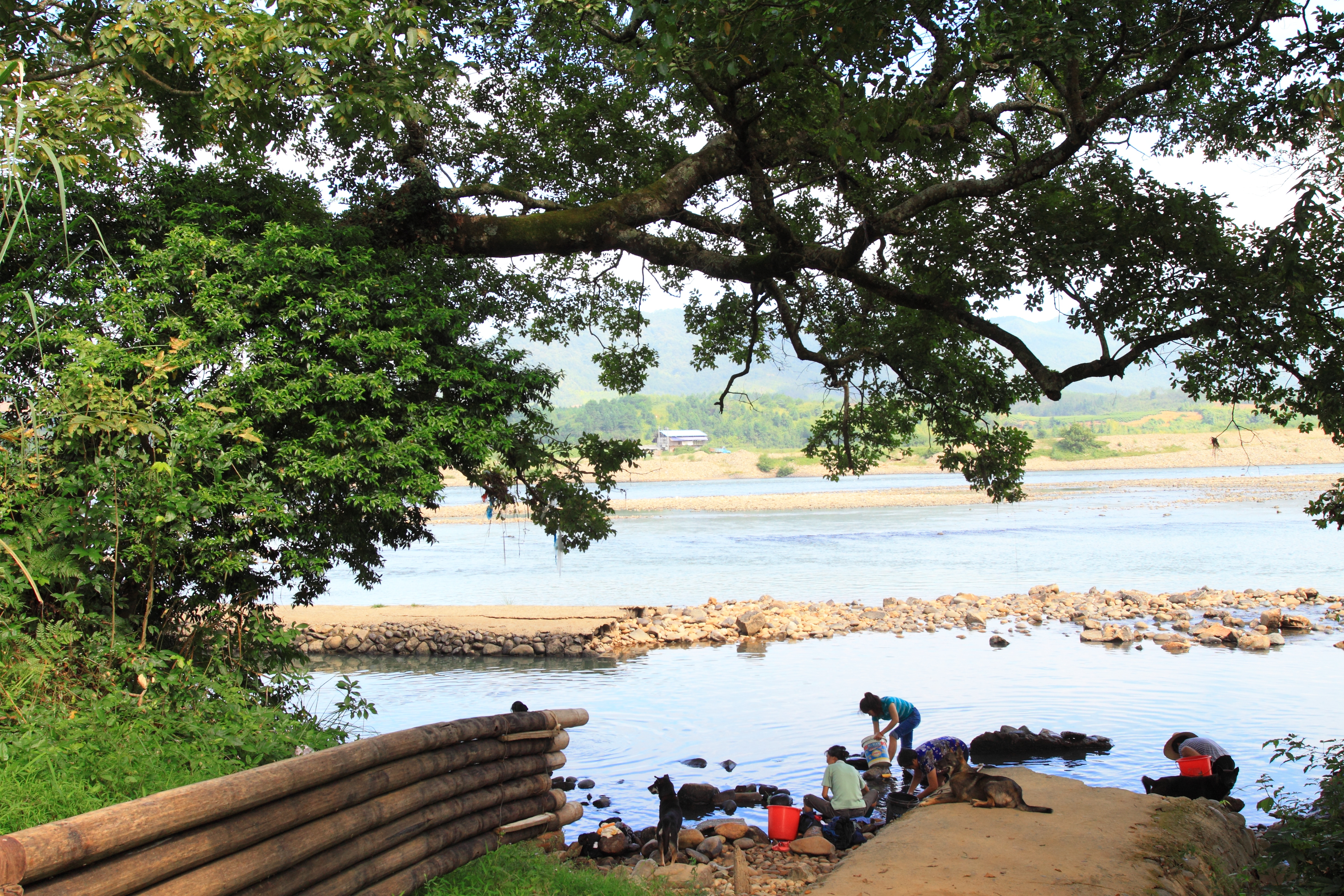
流经城村北侧的崇阳溪

武夷山市虽无大江大河，但发源于武夷山脉的小型河流众多，水力资源丰富，理论蕴藏量达21.61千瓦。崇阳溪是武夷山最大的河流，是建溪的支流，由北向南将城市分为东西两部分，全长165公里，武夷山境内为44.5公里；其他较小的河流有东溪、西溪、黄沙溪、九曲溪等，其中的九曲溪以风景秀丽著称，是武夷山市旅游景点的核心。武夷山市的山区河流易发洪水，1988年5月的特大暴雨就使河水泛滥成严重水灾，10余人死亡。
武夷山最大的湖泊是位于城市东北7公里处的大(二)型水库东溪水库，是闽北最大的水库。

### 气候
武夷山市处于亚热带季风气候区，气候季节变化明显。年平均气温17℃，年降水量1894毫米，全年无霜期为272天、日照4400余小时。全年高温天气集中在7、8两月，极端温度达摄氏39度以上；低温则出现在1月份，极端温度摄氏-8以下。春夏之交，易受沿海地区强台风侵袭，形成风灾和洪灾。武夷山自然保护区与市区的气候差异较大，由于地处山区，海拔较高，夏季平均气温比市区要低好几度，降水更加充沛。武夷山市处在武夷山脉的迎风面，地势向海洋敞开，海洋气流顺势急速上升，经常产生强暴雨天气，尤以6、7月份最为集中。
| 武夷山-海拔222米(平均數據1991–2020 極端數據1981至今) | 武夷山-海拔222米(平均數據1991–2020 極端數據1981至今) | 武夷山-海拔222米(平均數據1991–2020 極端數據1981至今) | 武夷山-海拔222米(平均數據1991–2020 極端數據1981至今) | 武夷山-海拔222米(平均數據1991–2020 極端數據1981至今) | 武夷山-海拔222米(平均數據1991–2020 極端數據1981至今) | 武夷山-海拔222米(平均數據1991–2020 極端數據1981至今) | 武夷山-海拔222米(平均數據1991–2020 極端數據1981至今) | 武夷山-海拔222米(平均數據1991–2020 極端數據1981至今) | 武夷山-海拔222米(平均數據1991–2020 極端數據1981至今) | 武夷山-海拔222米(平均數據1991–2020 極端數據1981至今) | 武夷山-海拔222米(平均數據1991–2020 極端數據1981至今) | 武夷山-海拔222米(平均數據1991–2020 極端數據1981至今) | 武夷山-海拔222米(平均數據1991–2020 極端數據1981至今) |
| 月份                                                 | 1月                                                  | 2月                                                  | 3月                                                  | 4月                                                  | 5月                                                  | 6月                                                  | 7月                                                  | 8月                                                  | 9月                                                  | 10月                                                 | 11月                                                 | 12月                                                 | 全年                                                 |
| ---------------------------------------------------- | ---------------------------------------------------- | ---------------------------------------------------- | ---------------------------------------------------- | ---------------------------------------------------- | ---------------------------------------------------- | ---------------------------------------------------- | ---------------------------------------------------- | ---------------------------------------------------- | ---------------------------------------------------- | ---------------------------------------------------- | ---------------------------------------------------- | ---------------------------------------------------- | ---------------------------------------------------- |
| 历史最高温 °C（°F）                                  | 26.0 (78.8)                                          | 29.5 (85.1)                                          | 33.6 (92.5)                                          | 34.0 (93.2)                                          | 35.4 (95.7)                                          | 36.8 (98.2)                                          | 40.5 (104.9)                                         | 41.2 (106.2)                                         | 38.1 (100.6)                                         | 36.6 (97.9)                                          | 31.8 (89.2)                                          | 26.0 (78.8)                                          | 41.2 (106.2)                                         |
| 平均高温 °C（°F）                                    | 13.2 (55.8)                                          | 15.3 (59.5)                                          | 18.3 (64.9)                                          | 23.8 (74.8)                                          | 27.7 (81.9)                                          | 30.0 (86.0)                                          | 33.7 (92.7)                                          | 33.5 (92.3)                                          | 31.0 (87.8)                                          | 26.7 (80.1)                                          | 21.1 (70.0)                                          | 15.6 (60.1)                                          | 24.2 (75.5)                                          |
| 日均气温 °C（°F）                                    | 8.1 (46.6)                                           | 10.2 (50.4)                                          | 13.3 (55.9)                                          | 18.4 (65.1)                                          | 22.5 (72.5)                                          | 25.3 (77.5)                                          | 28.0 (82.4)                                          | 27.6 (81.7)                                          | 25.1 (77.2)                                          | 20.5 (68.9)                                          | 15.1 (59.2)                                          | 9.7 (49.5)                                           | 18.7 (65.6)                                          |
| 平均低温 °C（°F）                                    | 4.9 (40.8)                                           | 6.8 (44.2)                                           | 9.9 (49.8)                                           | 14.7 (58.5)                                          | 18.9 (66.0)                                          | 22.2 (72.0)                                          | 24.0 (75.2)                                          | 23.9 (75.0)                                          | 21.2 (70.2)                                          | 16.2 (61.2)                                          | 11.1 (52.0)                                          | 5.9 (42.6)                                           | 15.0 (59.0)                                          |
| 历史最低温 °C（°F）                                  | −6.0 (21.2)                                          | −4.7 (23.5)                                          | −4.2 (24.4)                                          | 2.7 (36.9)                                           | 7.5 (45.5)                                           | 11.6 (52.9)                                          | 19.7 (67.5)                                          | 16.9 (62.4)                                          | 12.3 (54.1)                                          | 2.3 (36.1)                                           | −1.5 (29.3)                                          | −7.4 (18.7)                                          | −7.4 (18.7)                                          |
| 平均降水量 mm（）                                    | 81.5 (3.21)                                          | 103.3 (4.07)                                         | 209.5 (8.25)                                         | 225.4 (8.87)                                         | 277.1 (10.91)                                        | 438.2 (17.25)                                        | 204.4 (8.05)                                         | 150.7 (5.93)                                         | 84.3 (3.32)                                          | 45.4 (1.79)                                          | 84.9 (3.34)                                          | 62.5 (2.46)                                          | 1,967.2 (77.45)                                      |
| 平均降水天数（≥ 0.1 mm）                             | 12.6                                                 | 12.9                                                 | 18.6                                                 | 17.3                                                 | 17.2                                                 | 19.4                                                 | 14.1                                                 | 14.9                                                 | 9.4                                                  | 6.4                                                  | 8.5                                                  | 8.9                                                  | 160.2                                                |
| 平均相對濕度（％）                                   | 75                                                   | 77                                                   | 79                                                   | 78                                                   | 79                                                   | 83                                                   | 77                                                   | 77                                                   | 74                                                   | 71                                                   | 74                                                   | 73                                                   | 76                                                   |
| 月均日照時數                                         | 94.9                                                 | 86.1                                                 | 89.3                                                 | 107.6                                                | 120.2                                                | 104.8                                                | 201.7                                                | 187.9                                                | 168.8                                                | 165.2                                                | 133.6                                                | 129.1                                                | 1,589.2                                              |
| 可照百分比                                           | 29                                                   | 27                                                   | 24                                                   | 28                                                   | 29                                                   | 25                                                   | 48                                                   | 47                                                   | 46                                                   | 47                                                   | 42                                                   | 40                                                   | 36                                                   |
| 来源：China Meteorological Administration            |                                                      |                                                      |                                                      |                                                      |                                                      |                                                      |                                                      |                                                      |                                                      |                                                      |                                                      |                                                      |                                                      |

### 动植物资源

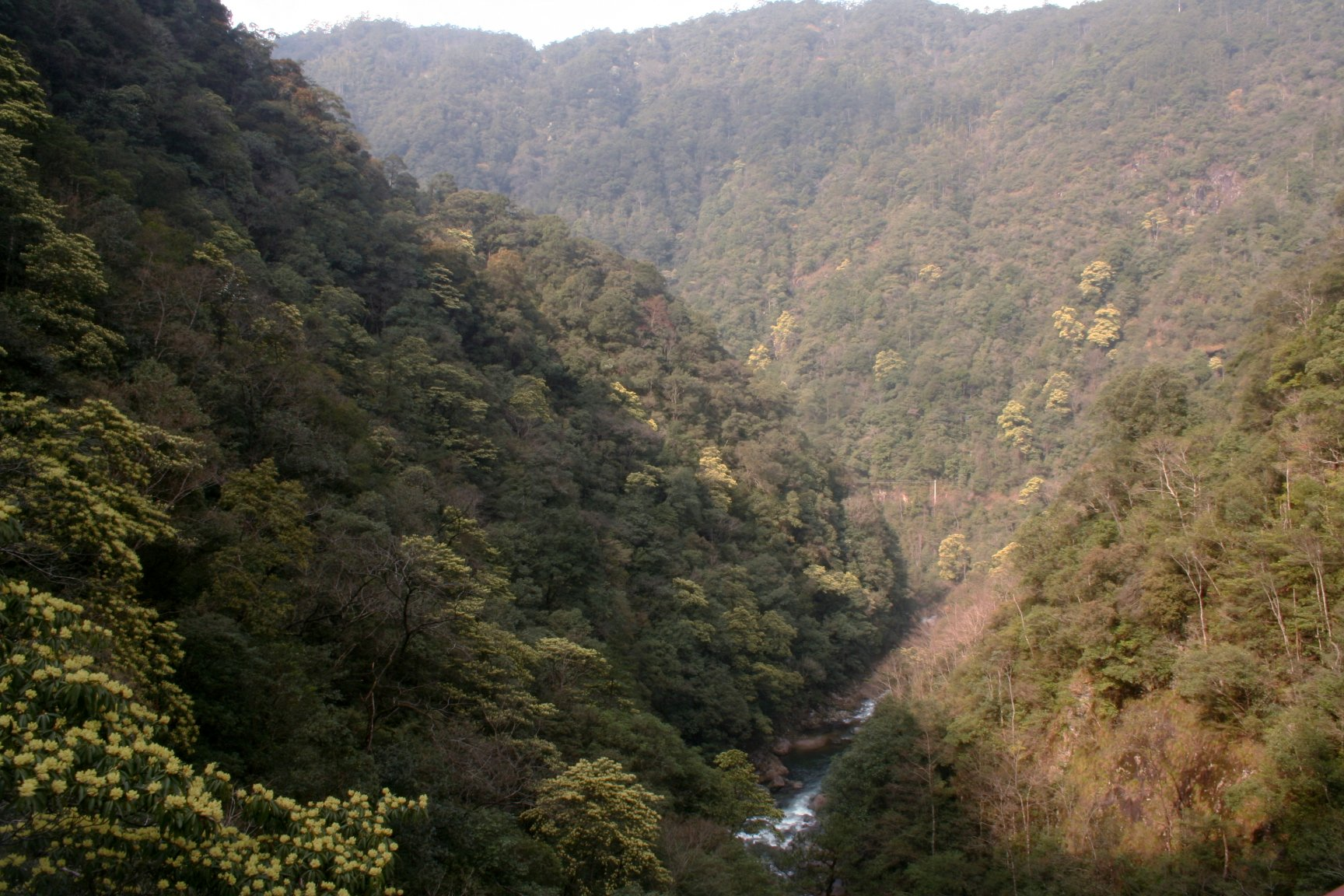
武夷山脉的植被

福建武夷山国家级自然保护区内有着大片的原始森林和极为丰富的动植物资源，这也是武夷山成为世界自然遗产最重要的一项。植物群落共有149科1800多种；动物种类也异常复杂、多样，总数达600余种，拥有众多的中国一级保护动物，被誉为“世界生物之窗”和“研究亚洲两栖动物和爬行动物的钥匙”(原文)。武夷山博物馆存有大量的动植物标本，供中外动植物学家和研究机构使用。
武夷山的穿山甲等19种脊椎动物被列为国家一、二、三类野生珍稀动物。中华秋沙鸭、黄腹雉、雕、白鹇、鹰、隼、鸽、挂墩鸦分别被列为国家一、二级保护鸟类。崇安髭蟾、崇安地蜥等物种被视为世界珍稀野生动物。
武夷山是福建省的重要林业基地，森林覆盖率达80%，拥有完整的亚热带原生林体系，广布着高等植物、苔藓、蕨类、种子植物以及低等植物，有些还未被发现定名。银杏、紫杉、水松、香榧等被列为珍贵树木。武夷山的林木除自然森林外，还有大面积的人工林。据《武夷山志》截至1993年的资料显示，全市造林总数达118万亩，主要林木品种为杉树、松树、油茶、油桐。武夷山常见的植物有宽距兰、盂兰、多花宽距兰、夷山铁角蕨、武夷假瘤足、武夷粉背蕨等。

## 交通
武夷山市地处闽北山区，崇山峻岭，千沟万壑，自古以来交通都十分闭塞，是中国华东地区交通最不发达的地区之一。武夷山市现代意义的交通始于1935年建(阳)崇(安)公路建成通车。经过几十年的发展，目前武夷山已经具备公路、铁路、航空的立体交通体系。

### 公路
武夷山公路交通的雏形为石板与沙石铺成的古道，运输形式是人力的肩挑背扛与骡马背驼，平坦路段有马车拉运。这些使用久远的古道线路多数已经被现代公路覆盖，但有些至今仍在使用。1935年1月在武夷山建成第一条现代交通意义的公路，连接建阳与崇安；1936年武夷山风景区公路建成通车。
武夷山市现有三条高速公路和两条省道： 京台高速、 宁上高速公路、 浦建高速公路武邵段、 237国道、 303省道、 205省道。
 京台高速是中华人民共和国“国家高速公路网(7918网)”规划的一条北京至台北的高速公路，穿越武夷山市东南面。S303省道是武夷山市城乡之间的重要交通线，贯穿全境，往北与江西省的 202省道相连；向南沟通京台高速公路和 205国道。 205省道往西南于邵武市连接 316国道。武夷山长途汽车站有发往厦门、福州、上饶、温州、广州、珠海等城市的客运班线。

### 城市街道与交通
武夷山城市规模较小，宽阔街道不多。武夷大道是纵贯市区的主要干道，在街心花园以北被称为五九路。另有环岛路、中山路、城东路和站前路也是市区比较宽敞的道路。宽度2至5米的小街小巷则在主城区星罗棋布，四通八达。

### 铁路

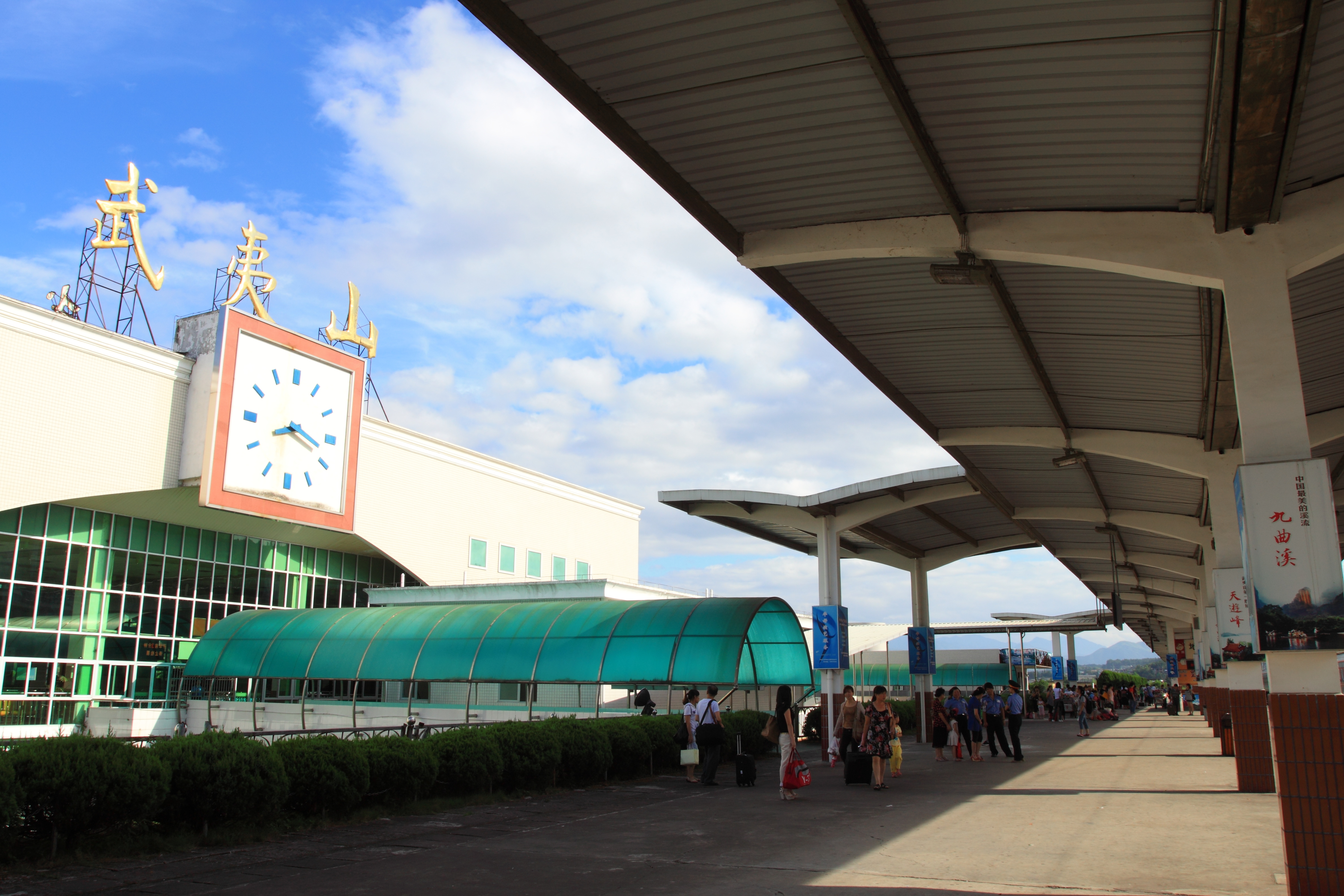
峰福铁路武夷山站

峰福铁路1997年12月建成通车，在武夷山市设武夷山站。2015年6月28日通车的合福客运专线在武夷山市设武夷山北站，在毗邻武夷山市的建阳区将口镇设南平市站。

### 航空
武夷山机场是南平地区唯一的民用机场。武夷山市的山区地形，造成地面交通耗时较长，武夷山机场则成为福建北部地区及其重要的外联快速交通基地。扩建后的武夷山机场，已连接中国特大城市北京、广州、深圳以及香港，年旅客流量达70万人次。
武夷山机场航点：厦门(厦门航空公司、中国南方航空公司)、深圳(深圳航空公司)、上海(中国东方航空公司、厦门航空公司)、北京(厦门航空公司)、广州(厦门航空公司)、郑州(中国南方航空公司)、香港(厦门航空公司)。
| 武夷山市空中交通数据 |        |                            |         |           |
| 目的地               | 目的地 | 到达机场                   | 航距    | 航距      |
| 省、直辖市、地区     | 城市   | -                          | 距离    | 飞行时间  |
| 广东省               | 广州   | 白云国际机场               | 670km   | 1小时     |
| 广东省               | 深圳   | 宝安国际机场               | 700 km  | 1小时     |
| 福建省               | 厦门   | 高崎国际机场               | 350 km  | 40分钟    |
| 上海市               | 上海   | 浦东国际机场、虹桥国际机场 | 530 km  | 50分钟    |
| 北京市               | 北京   | 首都国际机场               | 1400 km | 2小时10分 |
| 河南省               | 郑州   | 新郑国际机场               | 870 km  | 1小时30分 |
| 香港特别行政区       | 香港   | 赤鱲角国际机场             | 750 km  | 1小时20分 |

## 人口与文化

### 人口
武夷山在上古时期就有人聚居，被称为闽人，之后长江中下游的越人南迁进入武夷山，与闽人杂居相处，形成闽越人。秦汉时期，闽越王叛乱引发战争，有部分闽越人北迁避乱。汉武帝平定叛乱后，大量的汉族人南迁入闽，在武夷山定居，闽越人也逐步被汉化，形成了今日武夷山地区以汉族人为主体的人口结构。至明代，武夷山的总人口已达4万余人。古代有史料记录的人口最多的时期是清朝乾隆年间，人口逾10万。中华民国大陸时期由于受战争影响，人口变动很大，1940年代末人口总数仅相当于有数据记录的明朝。中华人民共和国成立后至1970年代末，武夷山的人口一直高速增长，但到1980年代初，由于受计划生育政策的影响，增长速度放缓。
2010年第六次全国人口普查全市常住人口为233557人，男性占51.94%，女性占48.06%。居住在城镇的人口为122851人，占52.60%。
根据第七次全国人口普查数据，截至2020年11月1日零时，武夷山市常住人口259668人。

### 姓氏
史上武夷山为大量中原汉族人口移居地，当地人口姓氏受中原姓氏影响很大。民国时期的1941年有姓氏114个，1993年的姓氏调查数据更新为386个，全市万人以上的大姓排名为“陈、王、吴、张、周”；另有“诸葛”、“上官”、“欧阳”等复姓，“雷”、“钟”姓氏以畲族人居多。

### 民族
武夷山市有史料可考的早期民族主体为闽越族，汉代“闽汉战争后”，这一古老民族逐渐没落或被汉族同化，现在武夷山市的民族构成以汉族为主，少数民族人口数量甚微。第六次全国人口普查武夷山市内各少数民族人口为1941人，占总人口的0.83%。

### 语言
武夷山市通行闽北语崇安话（武夷山话），是闽北语西片的一种方言，与建阳话相近。由于古时越族人迁入，与当时既有的闽北语混杂，故现在的崇安话带有一定的吴语口音。武夷山毗邻江西，曾有江西人移居崇安縣（现为武夷山市），崇安话亦带有一定的赣语音调。武夷山话与中国大陆通用的普通话相比，有些字词发音类似，但更多的字词发音差异极大，两者无法互通理解。
- 武夷山话与现代标准汉语典型差异举例:

字1：“街”（普通话音：“jie”；武夷山音：“gai”）
字2：“病”（普音：“bing”；武音：“ban”）
字3：“桥”（普音：“qiao”；武音：“giu”）
字4：“家”（普音：“jia”；武音：“qio”）

### 飲食
- 嵐谷熏鵝

嵐谷熏鵝是先將鵝肉煮熟，然後再塗抹上辣椒、白鹽、味精、上等油，其次將塗抹好了的熏鵝架於底下放著糯米(桂葉、茶葉等)的鍋中，用柴火燒到一定程度的時候，一隻嵐谷熏鵝即可出爐。
- 雪裡紅

武夷山傳統風味素菜，具有開胃健脾、助消化等作用。雪裡紅含多種胺基酸和維生素，故稱「健康菜」。
- 街頭粿

武夷山早餐小點，武夷山的街頭巷尾常飄著粿仔的香氣，因此也有人稱其為「街頭粿」。一碗粿仔，配上辣椒醬，喝一碗熱呼呼的肉皮湯，武夷山的味道盡顯無疑。
- 千層糕

武夷山俗稱「九層糕」，菱形的，外形既美觀又小巧，因糕點有九層而得名，也稱層層糕，可以一口吃九層，也可以一層一層撕著吃，是武夷山人最愛的休閒小吃，常常有推著車賣的。
- 鼠曲果（清明果）

鼠曲果是一種用鮮嫩的鼠曲草和米槳分開蒸熟後，混合攪勻，加上香菇、肉絲、筍絲、醃菜等餡，包成花綠色的大餃子。這在武夷山區屬清明食品，俗成清明果，有濃郁的農家田園風味。
- 怡解

“怡解”用稠米浆为皮，外面用大竹叶或芭蕉芋叶包成长方形。其中馅有甜咸两味，清香可口。
- 薜荔冻

是武夷山一帶傳統清涼飲品。將野生薜荔果的籽剝出暴晒後，加工製成半凝固狀，搭配著蜂蜜或蔗糖飲用。
- 苦槠糕

採用山中野生苦櫧、甜櫧等殼斗科植物的果仁磨成槳，加熱調成塊狀軟糕，再加佐料精煮，味道清滑可口而又略帶苦澀。

## 经济
| 武夷山市历史经济数据(1952-1993) |                |                |
| 年份                            | 经济指标(万元) | 经济指标(万元) |
| 年份                            | 工农业生产总值 | 国民收入       |
| 1952年                          | 1042           | 663            |
| 1962年                          | 1935           | 1222           |
| 1965年                          | 2847           | 1934           |
| 1975年                          | 5023           | 3220           |
| 1980年                          | 7488           | 5633           |
| 1985年                          | 14291          | 9902           |
| 1990年                          | 22525          | 13086          |
| 1993年                          | 70300          | 49594          |

先秦时期，武夷山人主要从事渔猎、砍伐、耕种及简单的手工竹编，直至清代以手工劳动为主的农业、畜牧业和采矿、陶瓷业、造纸业等有一定的发展，商业也趋于活跃。但由于地处深山，交通不发达，经济发展受阻。民国时期修通武夷山连接外地的公路后，经济情况较以前有了很大改观。工业品有木材、砖瓦、陶瓷、土纸等；农业产品有稻谷、大小麦、薯类、杂粮、大豆、棉花、花生、油菜籽、苎麻、甘蔗、烟草、茶叶、水果、猪牛肉类、禽蛋，其中茶叶在1949年的产量为5.8万公斤。
中华人民共和国实施改革开放国策以前，武夷山市的经济并不发达。改革开放后，武夷山以其特有的自然景观和人文遗迹，经济发展迅速，现已成为中国大陆十大文明风景旅游区、首批5A级旅游景区之一。
2011年全年生产总值（GDP）834849万元，一、二、三产业增加值占生产总值的比重为21.80%、34.19%、44.02%。

### 旅游业
旅游业是武夷山市的核心产业。武夷山风光秀丽，又有世界自然物文化遗产的称谓，国内外的知名度相当高，造访武夷山的游客接踵而来，成就了武夷山市辉煌的旅游业。2011年全年共接待中外游客724.39万人次，全年旅游总收入123.54亿元。游客进入武夷山市除正常的陆路和飞机外，民间的自驾车旅游亦受到当地旅游部门的重视，规划建造“武夷山自驾车营地”，并用“百城万车游武夷”的口号加以宣传推广。全市共有旅行社六十余家，宾馆饭店近300家，其中五星级2家、四星级6家、三星级19家。 旅游业的兴旺，带动了武夷山市一系列的产业发展，特别是交通运输业。

### 工业
武夷山市是“旅游为主、工业为辅”的旅游城市，工业并非全市的主打产业，产值比旅游业少得多。主要工业门类有饮料制造、食品加工、纺织服装、木材加工。2009年全市实现的全社会工业总产值和工业增加值分别为人民币30.78亿元和11.46亿元，有规模以上的工业企业87家。

### 农业
农业是武夷山市的传统产业，2011年实现农林牧渔业总产值达300694万元。2009年粮食播种面积为34万亩，各种粮食总产量13.9万吨，农业总产值为9.7亿元。武夷山市的主要粮食作物是水稻，2009年产量为11.9万吨，是中华人民共和国国家商品粮基地之一。武夷山市水稻主要播种区域在市区以南的四个乡镇，其中兴田镇重要产区，种植面积占全市总量的20.2%。按地理条件的不同，全市水稻生产划分为三类种植区，山区地带为一年一熟的单季稻；丘林地带为单、双季混合；平原河谷地区普遍种植双季稻。
颇具特色的农产品有鸡茸金丝笋、兰花蛇丝、菊花草鱼、泥鳅粉丝、香蕈、岚谷熏鹅等。牛、羊、马、骡等是武夷山市的主要牲畜品种。

## 茶叶、制茶业与茶文化

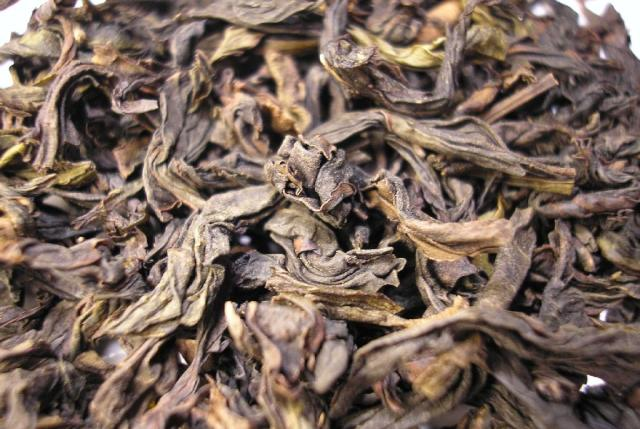
武夷岩茶极品“大红袍”成品

### 茶叶种植
武夷山市茶树的种植非常独特，不是通常地广种于土壤，而是植于岩石缝隙、裂口之内，这种地方长出的茶叶就是著名的武夷山岩茶。武夷山市的茶树种植区域一般集中在岩石分布区，以山地斜坡、山岗与平地的连接区域及平坦陆地为种植区，茶陵开发自古以来都是如此。当地的制茶业历史非常悠久，自古以来就是当地的产业支柱。历史上，武夷山地名为人所熟知与茶叶有剪不断的关联。宋代文学家范仲淹题诗“溪边其茗冠天下，武夷仙人自古载”赞美武夷山的茶叶。1302年，元朝曾在武夷四曲处设置“御茶园”为朝廷制作贡茶，武夷山的制茶业名声大振。有资料显示，武夷山能叫出名称的茶叶就有300余种，被誉为“茶叶王国”。

### 制茶业
2009年武夷山的茶叶产量达9327吨，茶叶加工产值6.7亿元。茶品牌武夷岩茶在中国茶叶界有较高的知名度，1980年代被评为中国十大名茶之一，且为中国地理标志产品；而大红袍则是武夷山茶叶中的极品，属于受国家保护的原产地域产品，异常珍贵。据媒体报道，大红袍茶叶制作、保管非常特殊，其日常存放地是中国农业银行的金库，搬运移动都有武装护卫，普通人很难看到。除大红袍外，还有“名枞”、“肉桂”、“水仙”、“奇种”等茶叶品种。目前已有大红袍茶叶被中国国家博物馆收藏，开博物馆收藏茶叶之先河。另外，武夷岩茶(大红袍)制作技艺还被列入国家级非物质文化遗产名录。大红袍茶叶还曾被作为中华人民共和的国礼赠与外国政要。

### 茶文化

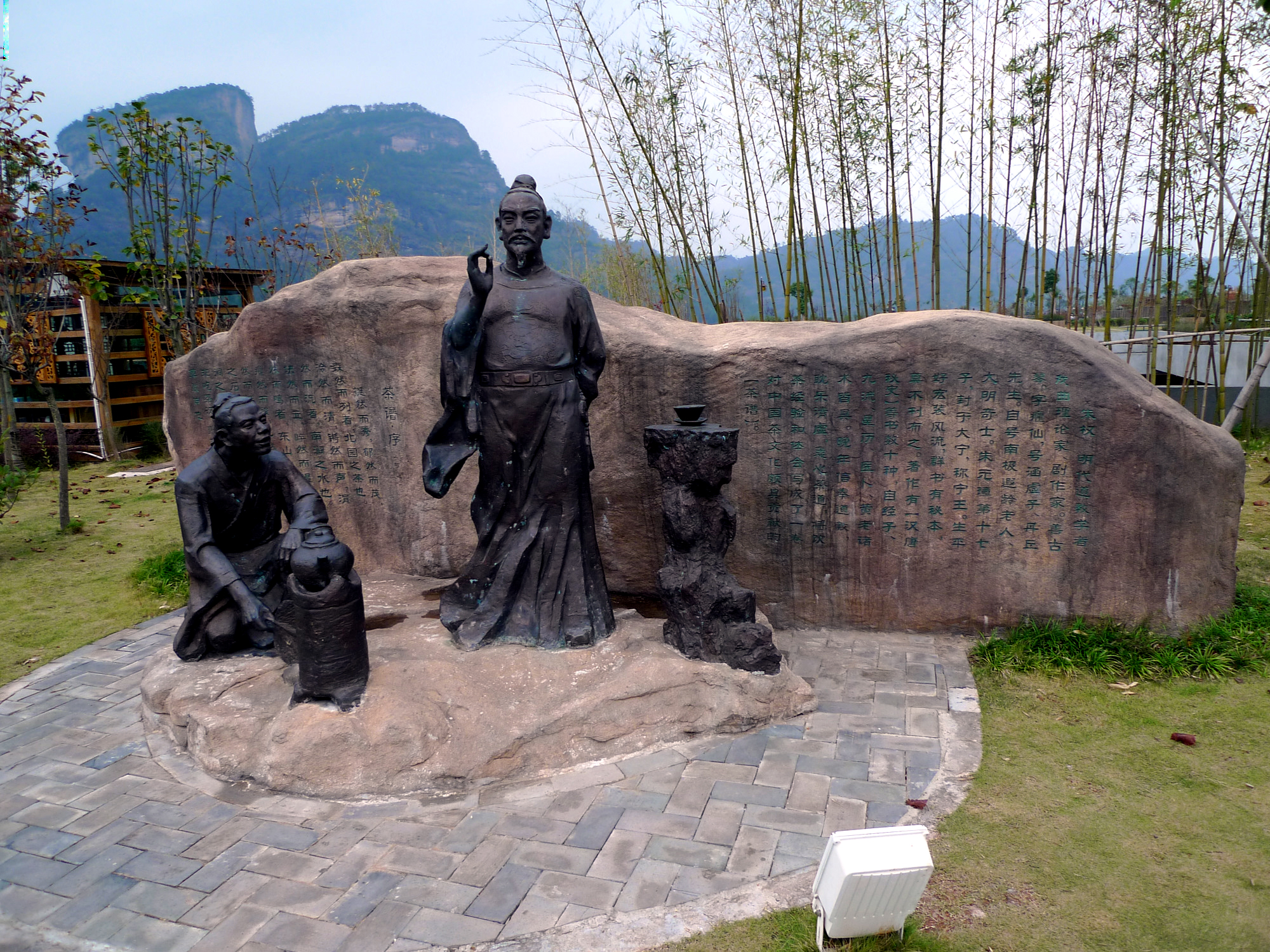
武夷山市“中华武夷茶博园”

茶文化自始至终贯穿着武夷山的文化脉络。特别是元代朝廷在武夷山设置御茶园，使武夷山的茶叶名镇四海，茶叶种植、制作、贸易非常兴旺，相伴而生的茶文化应运而生，瑞典植物学家林奈在其著作《植物种类》中，将武夷山出产的茶叶描述为中国茶叶的代表。武夷山人已将品茶提升到了艺术境地。据武夷山市档案馆公开资料显示：武夷山茶道有非常讲究，形式多样，如“焚香静气”、“丝竹和鸣”、“叶善嘉宾”、“活煮山泉”等，共有20余种，其中有18种可用于茶艺表演。现今在武夷山市区南部建有“中华武夷茶博园”，是武夷山市展示当地茶文化的重要场所。
武夷山的茶曾受中国历代文人墨客的赞誉。唐代诗人徐夤赋诗《谢尚书惠腊面茶》，将武夷岩茶誉为“飞鹊印成香腊片”。宋代范仲淹写的茶诗《斗茶歌》对武夷山茶道有较大影响，以“斗茶味兮轻醍醐，斗茶香兮薄兰芷”的诗文将品茶描绘得美妙无比。明代唐伯虎还以绘画表达武夷山茶叶的精妙，如《茗事图卷》、《品茶图》；1734年，崇安知县陆廷灿编著的武夷山茶叶书《续茶经》，对当地茶道作了详尽的描述。
武夷山是茶之乡，许多人祖祖辈辈以茶业为生，与茶有关的风俗也分外特别，很受重视，“喊山与开山”就是最具特色的一种，而且还是由官方操办。“喊山与开山”是一种在御茶园举行的祭祀活动，由当地知县主持。喊山就是参加仪式的茶农们高喊“茶发芽，茶发芽”的口号，祈求神灵保佑茶叶丰收；开山就是由带山人领头，茶农们清晨时不吃早餐，跟随带山人赶早向他们的制茶祖师塑像行默祭礼，而后在休茶林分散采茶至太阳升起，待接到带山人分发的烟卷后方可彼此说话交流。喊山与开山是武夷山特有的采茶习俗，源远流长。

## 风俗与宗教

### 风俗习惯
武夷山市背靠名山大川，自古以来文化底蕴丰富，加上与外界族群杂居相处的人口结构，使其民间风俗异复杂多样，也有的习俗被官方视为迷信。除中国传统的节日（如春节、端午、中秋）外，武夷山还有诸如伐木祭山、笋厂聚居、柴头会、蜡烛会、黄龙拜府、中秋偷菜等颇富地方特色的生产、生活和节日民俗；请春酒、闰月饭与长工筵等，又是当地独特的喜庆风俗。各类风俗习惯中以采茶习俗最受重视。
伐木祭山是伐木者在伐木作业前，以米饭、菜肴、酒水作为祭品，祈求山神保佑伐木安全，祭祀习俗悠久；1949年以后官方禁止国营林场祭山。“笋厂”为采挖、加工竹笋的场所，“笋厂聚居”指当地人在竹林冒芽出笋季节举家迁入竹林深处，生活起居都在竹林，为的是就近采挖、加工笋产品。后来由于鲜笋和毛竹市场壮大，1960年代起“笋厂聚居”开始渐成历史。“柴头会”是武夷山沿用至今的一种贸易集会，类似于现代意义的商品展销会，但早期交易品种多以木竹品为主，故为柴头会。“蜡烛会”是一种带有宗教内容的乡俗，即乡民点着特制的蜡烛与佛像同行，以求来年吉利。
黄龙拜府是武夷山乡村流传至今的节日习俗，一般在春节举行。黄龙拜府有一套特定程序：送帖→拜府→受拜者款待黄龙→受拜者鸣炮、备红包相送。黄龙拜府是一种淳朴的节日，舞龙者之红包扣除黄龙经费则全部用于乡村公益事业。中秋偷菜也是武夷山颇具幽默情趣的传统习惯，意指中秋之夜青年妇女成群潜入他人菜园偷挖几棵芋子回家煮食以盼早得贵子；而园主则听之任之，视为乐趣。
另外“天、地生日”、“七月半”、“二月二” 等是早期武夷山人盛行的祭祀民俗，但流行趋势减弱或已经消失。“四月八”是当地乡民遵循“牛休四月八、人歇端午节”的民谚，此日农户均对自家耕牛特别优待，只让它吃好，不让其耕作，但这种习俗没有盛行至今。

#### 丧葬
武夷山市的民间丧葬风俗讲究颇多，有一套自己的本土定式程序，流传久远。一般死者丧葬都要经历：“更换衣服”、“报丧”、“择时入殓”、“送葬”、“添土”和“守孝”，另有一项很特别的“村外停尸”做法。“村外停尸”是为客死外地之本村人的尸体不得抬入家门，必须在地势相对低洼的河道(或溪流)口外侧搭棚停尸办丧，这一风俗导致村内年迈有疾之长者避外求医，以免“村外停尸”之不吉，及至当代，此俗已少见。“更换衣服”则是子女为年事已高的长辈提前做好寿衣，置办寿衣义务人一般女是女儿，无女则由子负责。当地早期的“守孝”也有特别讲究，对于父母亡故的家庭，其子两个月不得理发，一年之内家中不可置办喜事，但中华人民共和国建立后，此风俗日益鲜有直至消失。
架壑船棺、虹桥板是远古武夷山人的丧葬形式，现今仍存有规模较大的遗迹。

### 宗教
武夷山市的宗教信仰并不普遍，官方公布的信教总人数为1万余人，不足总人口的10%。虽然宗教信徒不算多，但宗教场所却非常普遍，有140余处，仅经过官方登记造册的就有60余处。信徒以佛教、道教、基督新教和天主教为主。全市较知名的宗教活动场所有佛教的天心永乐禅寺、瑞岩寺；道教的桃园洞、天上宫以及基督新教的武夷山市基督教堂。
武夷山最早的宗教为中国本土的道教，东汉末年就形成一种体系。佛教大致在西汉汉武帝时期传入武夷山，由于唐代皇室重道贬佛，佛教发展受阻，直到宋朝以后才逐渐兴旺。基督宗教在明代时由意大利传教士艾儒略传入武夷山，之后英国、美国、德国的传教士先后到武夷山传教，于清代达到鼎盛，主要教种为基督宗教的天主教派。

## 教育

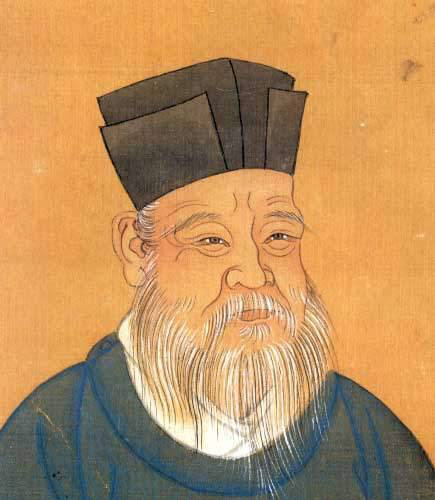
在武夷山宣讲理学的南宋理学家朱熹

### 旧式教育
武夷山在古代就是以朱熹为代表的理学思想传播中心，当地的教育受其影响非常大，现今武夷山市还有一所学校被称为朱子学校。武夷山市的旧式教育机构主要有私塾、社学、书院(以屏山书院和紫阳书院最为著名)和县学。1936年武夷山有私塾16处，最晚一处一直办到1968年；书院则从唐代延续至清末，以南宋时期为鼎盛。从宋代到清朝末年的1300余年中，武夷山共出进士247名，翁德舆和詹骙分别是南宋隆兴年的特科状元和淳熙年的状元。

### 现代教育
1902年4月中西学堂创立，这是武夷山的第一所小学。1925年崇安县立初级中学创立，之后私立“三一中学”、“三一、陶淑联合中学”随之创立，并开设有高中课程。1953年崇安中学成立。现在武夷山市是福建省首批基础教育课程改革实验区、信息技术教育实验区之一。
武夷学院是武夷山市的一所普通高等学校，前身是建阳师专、南平师专，2007年3月升格为拥有本科教育的普通高等学校，校学生约1万。此外，还有民办职业高等学校武夷山职业学院。
全市有各类中学14所，学生约1.6万人，教师950人；各类小学116所，学生约1.4万人，教师1380人。2009年武夷山市高考第一类本科院校上线率为8.69%，万人第二类本科院校上线率列南平地区第五名。
主要中学有：武夷山市第一中学、武夷山市第二中学、武夷山市职业中学、武夷山中华职校、武夷中学

## 卫生
- 福建省立医院武夷分院（武夷山市立医院）、武夷山市中医院、武夷山市妇幼保健院(一级甲等妇幼保健院)、武夷山市卫生防疫站

## 城市标识与友好城市
兰花与樟树分别是武夷山市的市花与市树。位于武夷山风景区九曲溪畔的玉女峰被官方定为武夷山市的旅游标志。玉女峰挺拔俊秀，与九曲溪组合成武夷山著名的“碧水丹山”景观，也被列为福建省的旅游标志。“武夷魂大型群雕”位于武夷山市区南部，表现彭祖和彭武、彭夷父子三人在武夷山拓荒治水、艰苦奋斗的精神，由中国中央美术学院雕塑家、教授盛扬设计，通高14米，用花岗岩雕成，底座铭文“武夷魂”。也被视为武夷山市的标识。
截至2009年7月1日，武夷山市已经与2个国家建立了2对国际友好城市关系，分别是美国夏威夷的火奴鲁鲁市和澳大利亚新南威爾士州的蓝山市。

## 风景名胜
武夷山是享誉海内外的著名旅游目的地，有“国家重点风景名胜区”、“世界遗产”、“联合国教科文组织之《人与生物圈》”、“国家旅游度假区”、“全国第二批文明风景旅游区示范点”等诸多头衔。

### 自然风光
武夷山风景名胜区以鲜明的丹霞地貌为特征，自然风景非常秀丽，素有“奇秀甲东南”之称。福建武夷山国家级自然保护区内有着大片的原始森林和极为丰富的动植物资源。黄岗山是中国大陆东南部的最高峰。

### 文物古迹
武夷山古迹众多，主要古迹有武夷山崖墓群、城村汉城遗址、遇林亭窑址、余庆桥、武夷山摩崖石刻、宋刘子羽神道碑等。
中华民国大陆政权时期，武夷山还是中国共产党及其所控制的武装力量甚为活跃的地区，方志敏、周建屏、粟裕、张云逸、秦基伟等都曾在此活动。武夷山现已被中华人民共和国列为红色旅游目的地之一，有赤石暴动旧址、上梅暴动旧址等。
- 天游峰是九曲溪的绝佳观景台
- 九曲溪竹筏漂流极受游客欢迎
- 城村汉城遗址
- 武夷山崖墓群
- 余庆桥遗址
- 列宁公园内的闽北革命烈士纪念碑
- 丹霞嶂崖居
- 武夷山摩崖石刻——水光岩
- 城村古粤门楼
- 城村百岁坊和华光庙
- 五夫镇朱熹故居（紫阳楼）遗址
- 五夫镇连氏节孝坊